# Bazarove, Krîvîi Rih
Bazarove (în ucraineană Базарове) este un sat în comuna Lozuvatka din raionul Krîvîi Rih, regiunea Dnipropetrovsk, Ucraina.

## Demografie
Componența lingvistică a localității Bazarove
     Ucraineană (94,12%)
     Rusă (5,88%)
Conform recensământului din 2001, majoritatea populației localității Bazarove era vorbitoare de ucraineană (94,12%), existând în minoritate și vorbitori de rusă (5,88%).